# Стрём, Харальд
Харальд Стрём (норв. Harald Strøm; 14 октября 1897, Хортен, Эстланд — 25 декабря 1977, Хортен, Эстланд) — норвежский конькобежец, чемпион мира в классическом многоборье 1922 года, серебряный призёр чемпионата мира 1923 года, чемпион Европы 1923 года, рекордсмен мира.

## Биография
В 1921 году Харальд Стрём первым преодолел рубеж 8 минут 30 секунд на пятикилометровой дистанции (8.27,7). На следующий год он улучшил свой рекорд до 8.26,5. Этот рекорд простоял 7 лет и был побит Иваром Баллангрудом.
В 1922 Харальд Стрём стал чемпионом мира, победив на дистанциях 5000 и 10 000 метров. На следующий год он завоевал серебро на чемпионате мира и золото на чемпионате Европы, где победил на 5000 метров. На Олимпийских играх 1924 года в Шамони Харальд Стрём был знаменосцем команды Норвегии. Конькобежцы на этих играх разыгрывали медали на 4-х дистанциях и медаль в многоборье.
Харальд Стрём также был футболистом. Его клуб был чемпионом страны. Харальд Стрём играл за сборную Норвегии по футболу.

## Спортивные достижения
| Год  | Чемпионат Европы | ЧМ многоборье | Олимпийские игры                                       |
| ---- | ---------------- | ------------- | ------------------------------------------------------ |
| 1922 |                  | 1             |                                                        |
| 1923 | 1                | 2             |                                                        |
| 1924 |                  |               | 4е многоборье 8e 500 м 5e 1500 м 5e 5000 м 5e 10 000 м |
| 1925 |                  | 6e            |                                                        |
| 1926 |                  | 8e            |                                                        |
| 1927 |                  |               |                                                        |
| 1928 | NC24             |               |                                                        |

NC = не отобрался на заключительную дистанцию

### Рекорды мира
| Дистанция | Время  | Дата            | Место      |
| --------- | ------ | --------------- | ---------- |
| 5000 м    | 8.27,7 | 20 февраля 1921 | Кристиания |
| 5000 м    | 8.26,5 | 18 февраля 1922 | Кристиания |